# Израильско-фиджийские отношения
Израильско-фиджийские отношения — двусторонние дипломатические и иные отношения между Государством Израиль и Республикой Фиджи. Израиль назначил нерезидентного посла для Фиджи (посольство в Канберре, Австралия), в настоящее время должность занимает Шмуэль Бен-Шмуэль. Фиджийский посол в Израиле Мосесе Тикойтога вручил верительные грамоты президенту Ривлину в феврале 2017 года.

## История
Обе страны долгое время были колониями Британской империи.
В начале ноября 2016 года глава израильского правительства Биньямин Нетаньяху принимал в Иерусалиме своего фиджийского коллегу Фрэнка Баинимараму и поблагодарил его за поддержку Фиджи Израиля в различных международных организациях. Во время трёхдневного визита были также обсуждены вопросы двустороннего сотрудничества, особенно в сфере развития сельского хозяйства. Фиджийский премьер Баинимарама поблагодарил Израиль за помощь по восстановлению инфраструктуры острова Овалау после циклона Уинстон (англ.), которую он оказал при координированном действии своего посольства в Канберре и организации IsraAID (были отправлены пресная вода, временное жилье, источники жизнеобеспечения и профессиональные психологи). По итогам встречи был заключён Меморандум о взаимопонимании между двумя странами. Баинимарама официально пригласил Ненаньяху посетить Фиджи.
В конце этого же месяца израильский премьер Нетаньяху объявил, что собирается посетить Фиджи с официальным визитом. Это будет первый в истории визит главы израильского правительства в это тихоокеанское государство. На встрече планируется присутствие 15 глав государств азиатско-тихоокеанского региона. Будет обсуждаться сотрудничество и предоставление Израилем поддержке в сфере медицинских технологий, возобновляемой энергии, сельского хозяйства, а также проблемам изменения климата. Однако визит не состоялся: официальная причина — «логистические проблемы». Вероятно всего, причиной стали трения в отношениях, после того как фиджийский представитель на Генассамблее ООН принёс на заседание палестинский флаг. Несмотря на этот инцидент, Нетаньягу заявил о желании развивать и укреплять связи между двумя странами.
В июле 2017 года на Фиджи прибыла делегация из израильских врачей и медсестёр в рамках гуманитарной миссии на. В течение недели израильские медики провели бесплатные операции и проверки населения в области ЛОР, также в сотрудничестве с местными специалистами. По этому случаю в Фиджийском национальном университете открывается выставка, посвящённая Израилю и годовщине оказания Израилем помощи островному государству в строительстве 24 домов, разрушенных после тропического циклона Уинстон. Также подписан меморандум о взаимопонимании в области сельского хозяйства между двумя странами.
В феврале 2020 года израильский президент Реувен Ривлин посетил Фиджи с официальным визитом. Там он принял участие в первом форуме лидеров тихоокеанских стран, а также подписал соглашение о безвизовом режиме с Фиджи и другими странами региона.
В июле 2023 года когда было объявлено об установлении дипломатических отношений между Израилем и Ниуэ, израильский посол в Новой Зеландии, аккредитованный также на страны региона, рассказал, что в скором времени свои представительства в Израиле планируют открыть Фиджи и Папуа-Новая Гвинея.
А октябре 2023 года вице-премьер Фиджи Вильям Гавока заявил, что его страна намерена перенести своё посольство в Израиле в Иерусалим в 2024 году.
В январе 2024 года обе страны подписали договор о сотрудничестве, в рамках которого Фиджи получит израильскую помощь для развития сельскохозяйственной отрасли.

## Военное сотрудничество
Согласно фиджийскому МИДу, в пересчёте на душу населения, граждане этой страны — самые многочисленные участники различных миротворческих контингентов ООН, в том числе, они базируются на Синае непосредственно около израильской границы. Они также располагаются в лагере UNDOF на сирийско-израильской границе на Голанских высотах. 146 фиджийцев работают в UNIFIL на южной границе Ливана.

## Туризм и авиасообщение
В сентябре 2023 года в Израиле приземлился первый в истории прямой авиарейс из Фиджи. Самолёт привез в Израиль христианских паломников из Фиджи и других стран Океании. Поездка была организована Международным христианским посольством в Иерусалиме.

## Инциденты
Летом 2006 года три израильских туриста Амит Ронен, Эльдар Авракоэн и Нимрод Лахав были депортированы из Фиджи не успев въехать в страну, так как миграционный офицер, будучи мусульманином посчитал, что они могли унижать палестинцев, проходя срочную службу в ЦАХАЛе. Трое туристов провели ночь в камере аэропорта, а утром были высланы в Австралию, из которой прилетели на острова.